# Fritzis toller Einfall
Fritzis toller Einfall ist ein deutsches Stummfilmlustspiel aus dem Jahre 1916 von Max Mack mit Madge Lessing in der Titelrolle. Ihr zur Seite stehen Hans Junkermann und Senta Söneland in weiteren Hauptrollen. 

## Handlung
Senta Knusecke ist sehr eifersüchtig. Die nicht sonderlich ansehnliche Gattin des Hoteliers Knusecke sieht es überhaupt nicht gern, wenn sich in den Räumen seines Hauses weibliche Gäste aufhalten. Und so vergrault sie so ziemlich jede Dame, die Einlass begehrt. Davon lässt sich jedoch die lebenslustige Fritzi nicht abhalten und hat den titelgebende tollen Einfall: Sie verkleidet sich kurzerhand als Stubenmädchen und wird schließlich eingestellt. Frau Knusecke wirft seitdem ein Auge auf die Neueinstellung und sieht es weder gern, dass Fritzi mit den anderen Hotelangestellten ein Schwätzchen hält, noch dass sie mit ihrem Mann, dem Hotelier, schäkert. Um ihren mutmaßlich liederlichen Gatten beim Fremdgehen zu erwischen, verkleidet sich Senta daraufhin als Liftboy, um im Haus Fritzi unerkannt nachstellen zu können. Herr Knusecke ahnt nichts Böses und plant bereits, mit Fritzi gemeinsam auf einen Ball zu gehen. Während die Damen aufgefordert werden, in Grande Toilette zu erscheinen, werden die Herren angehalten, in Kostümierung aufzutreten. Um auch hier ein waches Auge auf den Gatten werfen zu können, wirft sich Frau Knusecke schnell in ein Ritterkostüm. Knusecke hat dieselbe Idee, und so balzen auf dem Ball gleich zwei Ritter um die Gunst Fritzis. Einer der beiden steckt ihr ein Zettelchen zu, auf dem steht, man möge sich morgen im Hotel treffen, um die geplante Flucht vor dem Knuseckeschen Ehedrachen zu planen. Während Fritzi glauben muss, dass ihr Verehrer, der Hotelier, mit ihr durchbrennen will, ahnt sie nicht, dass es dessen Gattin war, die ihr das Zettelchen zusteckte. Senta Knusecke teilt auch noch mit, sie wolle Fritzi bei dem konspirativen Treffen in der Verkleidung eines soeben neu eingestellten Kellners begegnen.
Der echte Knusecke hat derweil den echten Liftboy schlafend in seinem Ehebett entdeckt, wird daraufhin misstrauisch und will nun wissen, wo seine Gattin geblieben ist. Frau Knusecke hat sich längst in die Uniform des Kellners geworfen und wird nun von ihrem Mann, der sie in dieser Gestalt nicht erkennt, damit beauftragt, nach seiner Frau zu fahnden. Frau Knusecke – alias der Kellner – kehrt bald zu Knusecke zurück und überbringt ein soeben verfasstes Briefchen, in dem die Hoteliersgattin mitteilt, dass sie zu ihrem kranken Bruder abgereist sei. Knusecke kann dies nur recht sein, und so lädt er „seine“ Fritzi augenblicklich dazu ein, mit ihm an festlich gedeckten Tisch zu dinieren. Bedient werden die beiden vom neuen „Kellner“. Fritzi meint, in dem Kellner jedoch ihren zweiten Ritter-Verehrer vom Ball zu erkennen und droht, mit ihrer Doppelgleisigkeit aufzufliegen. Und so behauptet sie, „Kellner“ Senta sei lediglich Knuseckes Tochter. Nach ein paar Flaschen Sekt ist Knusecke sitzend k.o. und schläft ein. Nun endlich kann sich Fritzi ihrem zweiten Verehrer, dem falschen Kellner, widmen. Bald ist aber auch Fritzi vom Sektrausch derart benebelt, dass auch sie einnickt. „Kellner“ Senta trägt sie fort und lädt Fritz auf einem Bett ab. Senta schreibt auf einem Zettelchen die Aufforderung an Knusecke, dieser möge am kommenden Morgen Fritzi, die in ihrem Zimmer liege, um sechs Uhr wecken. Knusecke tut wie geheißen und ist bass erstaunt, dass er Fritzi und „Kellner“ Seite an Seite schlafend antritt. Man eröffnet ihm nach dem Wecken, dass sich die beiden verlobt hätten. Nun ist der große Moment für Frau Knusecke gekommen, die sich enttarnt. Während Fritzi über den Scherz lauthals lacht, ist Hotelier Knusecke sehr zerknirscht und bittet seine Gattin für den misslungenen Seitensprungversuch um Verzeihung.

## Produktionsnotizen
Fritzis toller Einfall entstand zum Jahresbeginn 1916 im Greenbaum-Filmatelier in Berlin-Weißensee, passierte im März desselben Jahres die Filmzensur und wurde noch im selben Monat in Berlins Marmorhaus uraufgeführt. Die Länge des mit Jugendverbot belegten Sechsakters betrug nach der Neuzensur vom 19. August 1921 1615 Meter. 
Für die britische Soubrette und Schauspielerin Madge Lessing, die mit US-amerikanischen Pass in das zu dieser Zeit mit ihrem Heimatland Großbritannien im Kriegszustand befindliche Deutsche Reich reiste, war dies der letzte Film.

## Kritik
Die Kinematographische Rundschau befand: „Eine ergötzliche, tolle Geschichte, in der die unglaublichsten Verwicklungen zu immer neuer Heiterkeit herausfordern.“